# Danske Andelskassers Bank
 Der er for få eller ingen kildehenvisninger i denne artikel, hvilket er et problem. Du kan hjælpe ved at angive troværdige kilder til de påstande, som fremføres i artiklen.

Danske Andelskassers Bank A/S er et dansk pengeinstitut, der har hovedkontor i Aarhus N. Banken har under navnet Andelskassen 20 rådgivningscentre, to formuecentre og et landbrugscenter rundt i landet. 
Banken servicerer både privat- og erhvervskunder og tilbyder alle almindelige bankprodukter, herunder lån, opsparing, investering, pension og forsikring. Endvidere udfører banken forskellige hovedkontorsfunktioner for mindre pengeinstitutter og andre finansielle virksomheder. 
I forlængelse af en fusion med de 16 andelskasser i Sammenslutningen Danske Andelskasser i 2011 blev Danske Andelskassers Bank børsnoteret på NASDAQ OMX Copenhagen.

## Lokalt fokus
Danske Andelskassers Bank har et lokalt fokus, hvilket blandt andet kommer til udtryk ved, at banken engagerer sig i sine lokalområder på mange forskellige måder. 
Det sker blandt andet gennem sponsorater af foreninger og initiativer, der gør en forskel lokalt, og gennem uddeling af en række priser, ”Sammen kan vi mere”-priserne og Andelskasseprisen, på i alt 300.000 kr., som hvert år gives til henholdsvis foreninger/grupper og enkeltpersoner/par i bankens aktionærkredse som en anerkendelse af deres store lokale engagement.
Det sker også på mere overordnet niveau gennem bl.a. foreningen Balance Danmark (tidligere Danmark på Vippen), som Danske Andelskassers Bank var medstifter af i 2014. Foreningen er partipolitisk neutral, har bl.a. en række kommuner, lokalbanker og øvrige lokale virksomheder som medlemmer og har som vision, at ”uanset hvor i Danmark man bor, skal danskere have samme muligheder for at bosætte sig, finde job, udvikle virksomheder og have samme offentlige tilbud, adgang til effektive infrastrukturforbindelser og ensartede finansieringsbetingelser.”
Danske Andelskassers Bank står ligeledes bag produktet Lokallån, herunder Lokallån bil, Lokallån bolig, Lokallån førstegangskøbere og Lånepulje erhverv. For hvert nyt lokallån, der bevilges, giver banken 1.000 kroner tilbage til lokalsamfundet. Pengene i Lokallånspuljen fordeles til gode, lokale formål og uddeles årligt af bankens seks aktionærråd.
Modtagerne af midler fra Lokallånspuljen vil være personer, foreninger, grupper eller lignende, der på den ene eller den anden måde med deres initiativer er med til at skabe lokal vækst og udvikling i bredere forstand; eller styrke det lokale erhvervslivs muligheder og udvikling; eller gøre lokalområdet til et mere attraktivt sted at bo; eller styrke lokal bosætning; eller styrke kreativitet, læring og innovation blandt børn og unge 

## Historie
Danske Andelskassers Bank blev stiftet i 1969 og begyndte sit virke som pengeinstitut den 1. april 1970. Bankens rødder rækker dog helt tilbage til 1915.
Banken blev stiftet af andelskasserne i foreningen Danske Andelskasser med henblik på at fungere som bankforbindelse for disse, og da 47 af andelskasserne i foreningen Danske Andelskasser i 1986 – som følge af øgede krav til pengeinstitutter fra EF – gik sammen i Sammenslutningen Danske Andelskasser, fortsatte Danske Andelskassers Bank som bankforbindelse for disse andelskasser. Endvidere kom de centrale funktioner for Sammenslutningen Danske Andelskasser, hvor andelskasserne bl.a. hæftede for hinanden i fællesskab, til at dele bopæl med banken i Hammershøj – et bofællesskab, der over årene førte til, at Danske Andelskassers Bank og Sammenslutningen Danske Andelskasser så at sige delte medarbejdere på hovedkontorniveau.
I 2011 blev det besluttet at samle andelskasserne i Sammenslutningen Danske Andelskassers til ét pengeinstitut og ændre ejerform fra andels- til aktieselskab. Grundet især en række sammenlægninger mellem andelskasser i perioden fra 1986 til 2011 var der på det tidspunkt 16 andelskasser i Sammenslutningen Danske Andelskasser, og disse andelskasser blev alle sammenlagt med Danske Andelskassers Bank, der efterfølgende blev børsnoteret.
Blandt de andelskasser, der blev sammenlagt med Danske Andelskassers Bank, var Danmarks første andelskasse, Outrup Andelskasse, der blev stiftet i 1915. Danske Andelskassers Bank betegner derfor 1915 som sit fødselsår og fejrede i 2015 sit 100 års jubilæum, bl.a. med udgivelsen af en jubilæumsbog.

## Ledelse og ejerforhold
Danske Andelskassers Bank er i dag et børsnoteret selskab, der er ejet af dels 2 fonde, som blev etableret for de andelskasser, der indgik i fusionen i 2011, dels omkring 28.000 private aktionærer (der ofte også er kunder) og dels investeringsselskaber og institutionelle investorer. 
Bankens øverste myndighed er generalforsamlingen, og banken har en bestyrelse bestående af 7 bestyrelsesmedlemmer. Pr. januar 2018 bestod formandskabet i banken af bestyrelsesformand og direktør i Købstædernes Forsikring Anders Howalt-Hestbech og næstformand og cheføkonom Klaus Moltesen Ravn.
Danske Andelskassers Bank har endvidere opdelt sit forretningsområde i seks regioner med tilhørende aktionærkredse, og hver af disse aktionærkredse har et tilhørende aktionærråd, der på samme tid er ”lokalområdets repræsentanter i forhold til banken og bankens repræsentanter i forhold til lokalområderne.”.
Direktionen i Danske Andelskassers Bank består af bankdirektør Alma Lund Høj, tidligere bl.a. Nordjyske Bank, og administrerende direktør Jan Pedersen, tidligere bl.a. Danske Bank og BNP Paribas Cardif Forsikring.